# Santiago Albarracín
Santiago Albarracín (San Juan, Argentina, 23 de julio de 1800 - Córdoba, 20 de abril de 1869) fue un militar argentino, de destacada actuación en las guerras civiles argentinas, especialmente en las luchas contra el Chacho Peñaloza.

## Inicios de su carrera
Era hijo de Lucas Anselmo Albarracín Irrazábal y Aniceta Castro Marquezano. Se incorporó muy joven al Ejército de los Andes, junto con su hermano mayor, el teniente Pedro Pascacio Albarracín, aunque no participó en la campaña a Chile. Tuvo su bautismo de fuego en la guerra contra José Miguel Carrera, en 1821.
Se incorporó a la división de José María Pérez de Urdininea, con la cual pasó a Salta, y de allí al Alto Perú en 1825. Durante un tiempo sirvió en un regimiento boliviano, hasta regresar a fines de ese año a Salta.
A las órdenes de José María Paz, hizo la campaña al Brasil y combatió en la batalla de Ituzaingó, en la que salvó su vida por muy poco, en la matanza en que murió la mayor parte de los efectivos del regimiento de Paz.
Regresó a Buenos Aires en 1828, y combatió contra los indígenas en la Laguna de los Huesos.

## Las guerras civiles

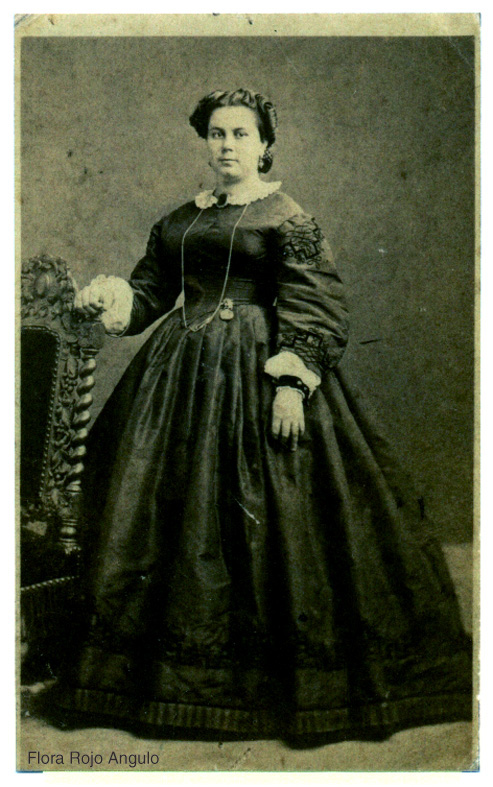
Flora Rojo y Angulo, esposa del coronel Santiago Albarracín.

Pasó a las órdenes de Paz a Córdoba, donde participó del lado de los unitarios en las batallas de San Roque, La Tablada y Oncativo. En esta última batalla ya era coronel y mandaba el Regimiento de Coraceros que había formado Paz.
Invadió la provincia de San Juan y depuso al gobernador Juan Aguilar. Después pasó a Mendoza, donde venció a los federales que quedaban después de la huida del gobernador Corvalán en dos pequeños combates, en La Estacada y Paso del Tunuyán. Tras la invasión de Facundo Quiroga a Cuyo, pasó a las órdenes del general Lamadrid a Tucumán, y participó en la batalla de La Ciudadela, definitiva derrota de la Liga del Interior. Emigró a Bolivia, desde donde pasó a Perú.
Regresó a San Juan en 1825 y acompañó al gobernador Martín Yanzón en su absurda invasión a La Rioja, donde fueron derrotados. Huyó a Chile cuando los riojanos contraatacaron, y permaneció mucho tiempo allí.
Contrajo matrimonio con doña Flora Rojo, dama caritativa, vicepresidenta de la Sociedad de Beneficencia de San Juan, hija de José Rudecindo Rojo y Jacinta Angulo, el 27 de noviembre de 1835, con quien tuvo dos hijos, Jacinta en 1840, e Ignacio Lucas en 1850.
En 1845 viajó a Montevideo, desde donde pasó a Corrientes, a incorporarse al ejército del general Paz. Participó en su frustrada revolución contra el gobernador Joaquín Madariaga y se exilió en Paraguay y en Brasil con su general. Viajó por Chile, California, México y Estados Unidos.

## Regreso a San Juan
Regresó a Buenos Aires en 1852, poco después de la batalla de Caseros, y pasó a San Juan, donde organizó una revolución contra el caudillo Nazario Benavídez en ese año. Logró controlar la ciudad un tiempo, pero luego fue vencido y arrestado. Pasó largo tiempo exiliado en Chile y Buenos Aires, hasta que pudo volver a su provincia, cuando Benavídez fue desplazado del poder.
Apoyó la revolución contra José Antonio Virasoro, y el gobernador Antonino Aberastain lo nombró comandante del ejército provincial. Combatió en la derrota de Pocito, donde su mando estuvo limitado por la autoridad de Aberastain. Fue arrestado por el general vencedor, Juan Saá, y permaneció preso varios meses.
Recuperó la libertad y el mando del ejército provincial en enero de 1862, cuando la provincia fue invadida por tropas porteñas, comandadas por Domingo Faustino Sarmiento (su doble primo segundo), que fue elegido gobernador.
A las órdenes de Sarmiento, combatió contra una de las avanzadas del Chacho Peñaloza y contra el jefe "lagunero" Santos Guayama. En 1865 ofreció sus servicios para la guerra del Paraguay, pero fue rechazado por su edad.
Falleció en Córdoba, en abril de 1869.
Otro Albarracín, su primo segundo Santiago Rufino, era un porteño de trayectoria unitaria, con el que no hay que confundir a este sanjuanino.